# Santa Maria (La Maddalena)
Santa Maria is een eiland in de La Maddalena-archipel voor de kust van het Italiaanse eiland Sardinië.
Het eiland meet 2,5 bij 1,5 kilometer. Even ten westen van het eiland ligt Razzoli, dat van Santa Maria gescheiden wordt door de zeestraat Passo degli Asinelli. De Passo dello Strangolato scheidt het eiland van La Presa en Capicciolu en aan de zuidkust liggen Carpa, Paduleddi en Stramanari. Sinds 1994 maakt het deel uit van Nationaal park La Maddalena-archipel.
In tegenstelling tot de omliggende eilanden bestaat Santa Maria voor slechts een klein deel uit graniet; vier vijfde van de bodem bestaat uit schist. Ook het zacht glooiende landschap verschilt van de andere La Maddalena-eilanden. De top van Santa Maria wordt gevormd door de 49 meter hoge Monte Guardia del Turco.
Op het eiland zijn enkele private vakantiewoningen te vinden. Het eiland staat bekend om zijn stranden, zoals Cala Santa Maria en Cala di Fosso.
Aan de oostkust van het eiland, bij Punta Filetto, staat een witte, uit 1913 stammende vuurtoren van 17 meter hoogte die de zeestraat tussen Santa Maria en Corcelli bewaakt.
In oude kerkelijke geschriften uit 1238 wordt een oude kerk gewijd aan Sancta Maria de Budello beschreven. Deze kerk was afhankelijk van een op het eiland gelegen benedictijnenklooster, waarvan de eerste bedrijvigheid terugvoert tot 12 oktober 1243. Het klooster werd in de 16e eeuw verlaten en in de 18e eeuw werd het gedeeltelijk afgebroken en ingericht voor residentieel gebruik.